# Лессинг, Йосеф Беньямин
Йосеф Беньямин Лессинг (22 июля 1947 года) — акушер-гинеколог, заведующий отделением акушерства и гинекологии медицинского центра Мааней ха-Иешуа (Бней-Брак), профессор медицинской школы Тель-Авивского университета.

## Биография
Родился в Австрии в семье фармацевтов. В возрасте 1 года вместе с родителями переехал в Израиль. Вырос и получил образование в Тель-Авиве.
- В 1965 году был призван в Армию обороны Израиля (ЦАХАЛ). По окончании армейской службы начал изучать медицину в Тель-Авивском университете.
- В 1973 году, как лучший студент, был отправлен в США, в Нью-Йоркский университет по студенческой программе.
- В 1976 году начал стажировку по внутренней медицине в больнице Хадасса — Бальфур (Тель-Авив) у профессора Александра Гефеля. После этого прошел специализацию по гинекологии в женской больнице Кирия (Тель-Авив).
- В 1982—1984 гг. прошел стажировку по фертильности и эндокринологии в Нью-Йоркском университете. После возвращения в Израиль был приглашен на должность старшего преподавателя медицинского факультета Тель-Авивского университета. В 1996 году получил звание доцента, а вскоре — профессора.
- С 1997 года руководил женской больницей Лис в медицинском центре Ихилов (Сураски)[1].
- С 2015 года — заведующий отделением акушерства и гинекологии медицинского центра Мааней ха-Иешуа.

## Личная жизнь
Женат, отец троих детей. Живет в Тель-Авиве.

## Медицинская деятельность
В 1990-е годы одним из первых в Израиле начал проводить криоконсервацию тканей яичника у женщин, прошедших лечение рака. Вместе с профессором Ами Амитом выполнил первые в Израиле успешные процедуры ЭКО в 1984 году.
Осуществляет наблюдение беременности и ведение родов, в том числе осложненных. Занимается консервативным и хирургическим лечением широкого спектра гинекологических заболеваний, включая онкологические.
За время своей преподавательской карьеры обучил десятки интернов и сотни студентов-медиков. Среди его учеников — 18 профессоров, в том числе нынешний директор медицинского центра Ихилов (Сураски) — профессор Рони Гамзо.
С 2012 года ведет программу о беременности и родах «Девять месяцев» на израильском радио.

## Научная работа
Профессор Лессинг — автор более 250 научных публикаций, включая статьи и главы в учебниках по акушерству и гинекологии.
Темы исследований связаны с осложненными родами (включая роды у женщин, инфицированных COVID-19, брюшным тифом и другими инфекционными заболеваниями), с послеродовыми осложнениями, ведением беременности и сохранением фертильности у женщин с онкологическими патологиями.